# Hirokazu Tanaka
Hirokazu Tanaka, ps. Chip Tanaka (jap. 田中 宏和 Tanaka Hirokazu; ur. 13 grudnia 1957 w Kioto) – japoński inżynier dźwięku, muzyk i kompozytor.

## Życiorys
Urodzony 13 grudnia 1957 w Kioto. W dzieciństwie odebrał wykształcenie muzyczne, uczęszczając do szkoły muzycznej od piątego do jedenastego roku życia. W następnych latach kształcił się muzycznie na własną rękę, a także grał w licznych zespołach muzycznych i był założycielem jednego z nich. Poruszał się w obrębie rocka, jazzu i reggae.
Ukończył studia w zakresie inżynierii elektrycznej. W 1980 zatrudnił się w Nintendo jako pierwszy w firmie projektant dźwięku. Początkowo musiał zbudować swoje stanowisko pracy, następnie pracował nad ścieżkami dźwiękowymi i efektami dźwiękowymi m.in. przy grach: Space Firebird, Donkey Kong, uniwersum Mario oraz Tetris, Kid Icarus, Mother, EarthBound i Metroid. Ta ostatnia produkcja była jego najbardziej udaną pracą, Tanaka próbował w niej m.in. zatrzeć granicę między muzyką i efektami dźwiękowymi. Jej sukces przyczynił się do tego, że jego praca zaczęła być powielana przez innych twórców. W późniejszych latach wiele jego kompozycji znalazło się w albumach ze ścieżkami dźwiękowymi do gier wideo.
Tanaka pracował również przy oprawie dźwiękowej gier Pokémon, a po ich sukcesie był kompozytorem ścieżki dźwiękowej do serialu animowanego. Od 1998 pracował dla Creatures Inc. – spółki zależnej Nintendo, odpowiedzialnej za franczyzę Pokémon, a w 2000 został prezesem tej spółki. Niezależnie od tego komponował także muzykę do kinowych filmów z tego uniwersum, a okazjonalnie pracował nad kompozycjami do innych tytułów, m.in. gry Super Smash Bros. Brawl.
Po śmierci byłego prezesa Nintendo Hiroshiego Yamauchiego, Tanaka napisał dwa ośmiobitowe utwory ku jego czci.
W 2007 Tanaka zaczął występować na wydarzeniach związanych z muzyką chiptune pod pseudonimem Chip Tanaka, który nawiązywał do jego pseudonimu Hip z czasów pracy dla Nintendo. Ponadto komponuje, wydaje płyty i koncertuje.

## Dyskografia
Albumy solowe:
- Django (2017)[5],
- Domingo (2020)[5].